# سیمون برونی
سیمون برونی (انگلیسی: Simone Bruni؛ زادهٔ ۲۱ سپتامبر ۱۹۹۳) بازیکن فوتبال اهل کلمبیا است.
از باشگاه‌هایی که در آن بازی کرده‌است می‌توان به باشگاه فوتبال اینتر میلان، باشگاه فوتبال پارما، باشگاه ورزشی دیپورتیوو کالی، و باشگاه فوتبال ویچنزا اشاره کرد.
وی همچنین در تیم ملی فوتبال زیر ۲۰ سال کلمبیا بازی کرده‌است.